# دارن کلی
دارن کلی (انگلیسی: Darren Kelly؛ زادهٔ ۳۰ ژوئن ۱۹۷۹) بازیکن سابق و مربی فوتبال اهل ایرلند شمالی است.
از باشگاه‌هایی که در آن بازی کرده است می‌توان به باشگاه فوتبال اسکاربرو اتلتیک، باشگاه فوتبال کارلایل یونایتد، باشگاه فوتبال استالی‌بریج سلتیک، باشگاه فوتبال دری سیتی، و باشگاه فوتبال یورک سیتی اشاره کرد.
وی همچنین در تیم ملی فوتبال زیر ۲۱ سال ایرلند شمالی بازی کرده است.